# Settimio Malvezzi
Pour les articles homonymes, voir Malvezzi.
Settimio Malvezzi est un ténor italien né le 5 avril 1817 à Rome et mort le 31 août 1887 à Florence.
Élève d'Adelaide Orsola Appignani, il chante d'abord en Italie puis fait ses débuts au Théâtre-Italien de Paris le 16 décembre 1845. Il est le créateur du rôle de Rodolfo dans l'opéra de Giuseppe Verdi Luisa Miller au Teatro San Carlo de Naples le 8 décembre 1849.